# Campània
La Campània (Campania en italià i en napolità) és una regió d'Itàlia meridional, amb capital a Nàpols. Comprèn les províncies d'Avellino, Benevent, Caserta, Nàpols i Salern, i té 13.595 km² i quasi sis milions d'habitants. La capital és Nàpols.

## Orografia
S'hi distingeix una part muntanyosa (Apení meridional) i una part plana (Terra de Llavor, Campània pròpiament dita), situada al nord de la ciutat de Nàpols. El clima és mediterrani, amb una temperatura mitjana anual de 19,1 °C (11,3 °C el mes de gener i 28,6 °C el mes de juliol) i una pluviositat mitjana de 631 mm anuals. Els rius desemboquen a la mar Tirrena (Garigliano, Volturno, Sarno i Sele). A la costa destaquen, de nord a sud, els golfs de Gaeta, Nàpols i Salern, i les illes d'Ischia, Procida i Capri. Els sòls són a la plana, fèrtils, formats per al·luvions i cendres volcàniques.

## Població
La densitat mitjana de població és elevada (420 h/km² el 1993), però és molt desigualment distribuïda; el 85% de la població viu en nuclis urbans. L'emigració exterior, que adquirí gran extensió al principi del segle xx (hom calcula un milió d'emigrats als EUA i a l'Argentina entre el 1900 i el 1915), ha anat minvant, sobretot després dels anys vint, com també la interior, que es dirigeix principalment al Laci, a la Llombardia i al Piemont.

## Economia
L'agricultura, a la planura, el sector més poblat, és el recurs econòmic més important (cereals, arbres fruiters, oliveres, vinya, conreus d'horta) i sovint hom hi practica la cultura promiscua (arbres fruiters, vinya i lleguminoses); la propietat és molt dividida. A la muntanya, els recursos bàsics són l'explotació forestal (carbó vegetal) i la ramaderia de llana, ovina i bovina. Campània és la regió més industrialitzada de la Itàlia meridional; hi destaquen els productes alimentaris (conserves de fruita i de productes hortícoles, fàbriques de farina), les indústries tèxtils (de cotó, de lli, de cànem i fibres artificials), siderúrgiques (a Bagnoli, a Pozzuoli i a Torre Annunziata), mecàniques, de la confecció, del vidre i del sabó; drassanes a Nàpols i a Castellammare di Stabia. D'altres recursos són la pesca, l'ostreïcultura, la mineria del sofre i l'explotació de les marbreres. El turisme ocupa un lloc important: Nàpols, Amalfi, Sorrento, illes de Capri i d'Ischia, Pompeia, Herculà, Paestum. La regió és travessada per l'Autostrada dal Sole i bon nombre de línies de ferrocarril.

## Organització territorial

Províncies de Campània

La regió està composta per quatre províncies i una ciutat metropolitana:
- Província d'Avellino
- Província de Benevent
- Província de Caserta
- Ciutat metropolitana de Nàpols
- Província de Salern

## Regió històrica de Campània
La regió històrica de Campània tenia al nord el Laci (Làtium), a l'est el Samni, al sud Lucània i a l'oest la mar Tirrena. Inicialment el riu Liris era el límit pel nord però més tard el territori al sud del riu inclosa la ciutat de Sinuessa fou inclòs al Làtium. Al sud el límit amb Lucània el formava el riu Silarus, però més tard el territori entre el riu i els Apenins de la zona del golf de Posidònia, fou ocupat pels picentins, i ja no va pertànyer més a Campània mes que administrativament. A l'est en canvi es va expandir i el Mons Callicula i el Mons Tifata formaven el límit.
Campanis foren al principi els habitants de la gran plana al sud de la regió, sense els habitants de les zones altes (Suessa, Cales i Teanum) ocupades pels auruncs (ausonis) i els sidiquins. Però més tard es va donar el nom a una regió més extensa. Venafrum i el territori annex a la vall del Volturnus, originalment samnites, foren inclosos a la regió. Una serralada separava el golf de Cumae o Crater (avui golf de Nàpols) del Golf de Posidònia on era el límit amb els picentins que havien ocupat el territori al sud de la serralada.
Les illes de la vora com Ischia (Aenaria) i Procida (Prokyta) són d'origen volcànic. Els volcans són a Solfatara, prop de Pozzuoli (Puteoli). La darrera erupció important és del 1538. La muntanya del Vesuvi és a l'altre costat i es va destacar a l'erupció del 79 aC. Rocca Monfina o Puig de Santa Croce és un volcà extingit.

## Els campanis
El poble dels campanis són descrits com luxuriosos i efeminats. Però apareixen notícies del seu ús com a mercenaris d'alguns dels dèspotes o tirans de Sicília. El 410 aC apareixen a Sicília al servei dels cartaginesos, i més tard de Dionís de Siracusa. Els mercenaris es van establir a Etna i Entella de les quals van tenir possessió bastant de temps. En temps d'Agàtocles van constituir una part important del seu exèrcit i foren coneguts com els Mamertins (però una part important devien ser samnites) que després foren independents a Entella i Messana (Messina) i van massacrar els ciutadans de Rhegium.

## Rius de Campània
Entre parèntesis el nom antic:
- Volturno (Volturnus)
- Garigliano (Liris)
- Savone (Savo)
- Lagno (Clanius)
- Flume della Maddalena (Sebethus)
- Veseris (avui sec)
- Sarno (Sarnus)
- Sele
- Liris
- Garigliano
- Calore Irpino
- Calore Lucano
- Fortore
- Ofanto
- Tammaro
- Tanagro

## Muntanyes
- Castellammare (Mons Lactarius)

## Llacs
- Averno (Avernus)
- Lago di Patria (Literna Palus)
- Lago di Fusaro (Acheriusia Palis)
- Mare Morto (Lucrinus Lacus)

## Illes
- Ischia (Aenaria)
- Procida (Prokyta)
- Capri (Caprae)
- Nesis

## Ciutats antigues
Entre parèntesis algun nom modern:
- Des del Làtium per la costa cap al sud:
  - Volturnum (avui Volturno)
  - Liternum
  - Cumae
  - Misenum
  - Bauli
  - Baiae o Baia (català Baies)
  - Puteoli (català Putèols), abans es va dir en grec Diceàrkia (avui Pozzuoli)
  - Neàpolis (avui Nàpols)
  - Herculanum (avui Ercolano)
  - Pompeia
  - Stabia (català Estàbia, avui Castellammare di Stabia)
  - Surrentum (avui Sorrento)
  - Retina (avui Resina)
  - Aequa (avui Equa)
- Interior:
  - Venafrum
  - Teanum
  - Suessa
  - Cales
  - Trebula
  - Forum Popilii
  - Urbana
  - Aurunca, capital dels auruncs o ausonis, desapareguda ja en temps dels romans
  - Casilínum
  - Càpua
  - Hamae
  - Calatia (català Calàtia)
  - Atella
  - Acerrae
  - Suessula
  - Nola
  - Avella
  - Nuceria Alfaterna (català Nucèria Alfaterna)
  - Taurania (català Taurània)
  - Hyrium o Hyrina
- Al territori dels Picentins de Campània
  - Salernum (Salern)
  - Marcina
  - Picenta (català Picèntia)
  - Eburi

## Vies antigues i modernes
La principal via antiga fou la Via Àpia que anava de Roma a Càpua i més tard es va estendre a Beneventum. Una via es va construir en temps de Domicià que anava de Sinuessa a Cumae i de Puteoli a Neàpolis.
Modernament la travessa la Autostrada dal sole.

## Història
Els seus primers habitants foren els ausonis (també anomenats òpics) suposadament d'ètnia osca. Els grecs es van establir a la costa i van anomenar Òpics als habitants. La primera colònia fou Cumae vers el 1050 aC segons la data tradicional. Els habitants de Cumae van fundar colònies a Diceàrkia, Palèpolis, i Neàpolis, i és possible que a l'interior a Nola i Abella, que potser només foren estacions comercials per esdevenir després ciutats però ja no gregues.

### Domini etrusc
Quan Campània fou conquerida pels etruscs el període d'expansió grec es va acabar. Els etruscs van fundar, segon Estrabó, 12 ciutats a Campània, la principal Càpua (vers el 600 aC). També Nola fou una ciutat etrusca. Cató diu que la dominació etrusca es va establir el 471 aC però sembla que seria un període massa curt. Càpua va haver de reconèixer als samnites els privilegis de la ciutadania i compatir les terres i finalment algunes ciutats de la confederació etrusca van quedar sotmeses als samnites. El poble barrejat d'etruscs i oscs de la regió es va dir "campanis (poble de la plana)", nom que ja esmenta Diodor de Sicília vers el 440 aC. Segons Tit Livi els campanis van quedar sotmesos als samnites el 423 aC. Segons Diodor, el 428 aC i segons Livi el 420 aC, els campanis van ocupar la ciutat grega de Cumae. Càpua exercia l'hegemonia sobre les veïnes Acerra, Atella, Calàtia i Suessula; Nola depenia dels Samnites; Nucèria, al sud, pertanyia als Alfaternis que devien ser una tribu independent. Els ausonis (auruncs) i els sidiquins del nord del Volturnus es van mantenir independents.

### Samnites i Romans
El 343 aC els Sidicins foren atacats pels samnites i van demanar ajuda als campanis però tots dos foren derrotats pels samnites en la batalla del Mont Gaurus a les portes de Càpua. Els derrotats van demanar ajut a Roma i podria ser que a canvi oferissin una submissió absoluta de la ciutat i territori (Deditio). Les victòries de Marc Valeri Corv i Aule Corneli Cos Arvina en la batalla de Suèssula va alliberar la Campània del perill samnita. Però més tard quant els llatins i els romans van lluitar en la guerra llatina, les ciutats de Campània van donar suport als Llatins. Al peu del Vesuvi els llatins i campanis foren derrotats en la batalla del Vesuvi una gran batalla pels cònsols T. Manlius i P. Decius el 340 aC i els campanis es van haver de sotmetre. Foren castigats amb la pèrdua del seu territori fèrtil al nord del Volturnus (terres que foren conegudes com el Falernus Ager). Els cavallers de Càpua (Equites Campani) que s'havien oposat a lluitar contra Roma, foren recompensats amb la ciutadania romana però la resta de la població va rebre la condició de civitas sine suffragio. Similars arrengaments foren fets amb Cumae, Suessula i Acerrae. Com que la unió es va mantenir els següents cent anys els campanis foren admesos a servir com a regulars a les legions en lloc de com auxiliars i així el 225 aC els romans i Campanis eren considerats quasi una unitat mentre es distingien encara els llatins i altres aliats. El territori fou ocasionalment lloc de combats amb els samnites i algunes ciutats es van posar del costat d'aquestos i després foren castigades. El 326 aC els romans van ocupar la ciutat de Palèpolis i els seus veïns de Neàpolis van haver de signar un tractat amb Roma que els va convertir en aliats. El 313 aC Roma va conquerir Nola i el 308 aC Nucèria. El 304 aC es va acabar la Segona guerra samnita amb el domini romà consolidat al sud de Campània.

### Pirros i Hanníbal
El 280 aC Pirros de l'Epir va travessar Campània però els seus intents d'apoderar-se de Càpua o Neàpolis no van reeixir. Els campanis van restar fidels a Roma. Però el 216 aC després de la batalla de Cannae i la victòria d'Hanníbal, les ciutats d'Atella i Calàtia es van declarar en favor de Cartago, i les va seguir Càpua que va obrir les portes al cartaginès. Hanníbal va conquerir Nucèria i Acerrae, però no va poder ocupar Neàpolis ni Nola. Casilínum només fou ocupada després d'un llarg setge. La regió fou teatre de les operacions de la guerra durant bastant de temps. El 212 aC els romans van assetjar Càpua i la van ocupar el 211 aC. Hanníbal va perdre tota la Campània gairebé al mateix temps. Les ciutats revoltades foren castigades amb severitat i van perdre els privilegis municipals. Però la regió es va recuperar molt aviat.

### Campània sota Roma
No va prendre part a la guerra social però va quedar exposada als saquejos dels veïns samnites, i Papius Mutilus va entrar a la regió a sang i foc i va ocupar Nola, Nuceria, Stabiae, i Salernum, fins que fou derrotat per Sext Juli sota les muralles d'Acerrae. L'any següent Sul·la va recuperar la regió menys Nola que va continuar resistint quan ja totes les ciutats eren sotmeses i que fou la darrera ciutat d'Itàlia que els romans van haver de sotmetre per les armes. Durant les guerres civils el territori fou creuat per les dues parts però va tenir un paper secundari. El 73 aC fou escenari del començament de la guerra social, amb la revolta d'Espartac, que amb només 70 companys, es va escapar de Càpua i es va refugiar al Vesuvi i es va dedicar a saquejar la regió. En canvi quasi no hi van haver fets durant la guerra civil entre Cèsar i Pompeu, ni després entre August i Antoni.

### Les viles i el Vesuvi
Fou residència de molts romans rics que hi van construir les seves viles especialment a Baia (Baiae) i Bauli, prop de Nàpols, i a Pompeia i Surrentum. L'erupció del 79 aC va destruir Pompeia i Herculà i va deixar buides extenses regions fèrtils, que es van recuperar al cap d'un cert temps.
Segons la divisió d'August, Campània i el Làtium foren constituïdes en la Primera Regió d'Itàlia, però més tard el nom de Campània es va aplicar de fet a la primera regió i Adrià encara li va afegir el territori de Beneventum i altres ciutats dels Hirpins.

### Edat mitjana
Després de passar als gots als hèruls i gots al final de l'Imperi, va ser part dels dominis llombards. Una part fou dominada per l'Imperi Romà d'Orient i la resta pel ducat llombard de Benevent (571). Nàpols, seu del dux romà d'Orient, va perdre progressivament Amalfi i Gaeta que es van independitzar. Càpua i Salern van esdevenir independents de Benevent. Això va durar fins que fou conquerida pels normands al segle xi i va quedar integrat en el regne de Sicília i més tard Regne de Nàpols (1282) i Regne de les Dues Sicílies, fins que el 1861 la darrera posició d'aquest regne, Gaeta, es va rendir i les Dues Sicílies passaren a formar part d'Itàlia.

### Edat Moderna
Va ser constituïda en regió quan aquest sistema amb limitada autonomia fou introduït a Itàlia el 1970. La regió sempre ha estat dominat per la Democràcia cristiana excepte del 1995 al 2000 en què els dos presidents de l'època, Rastrelli i Losco van pertànyer a l'Alleanza Nazionale i a la Unione Democratici per l'Europa, conservadora. El president actual, Vincenzo De Luca, és del Partit Democràtic (centreesquerra).
Els presidents regionals fins ara han estat:
- Carlo Leone 30 novembre 1970-22 octubre 1971
- Nicola Mancino (primera vegada) 22 octubre 1971-21 setembre 1972
- Alberto Servidio 21 setembre 1972-20 juliol 1973
- Vittorio Cascetta 20 juliol 1973-11 agost 1975
- Nicola Mancino (segona vegada) 11 agost 1975-12 agost 1976
- Gaspare Russo 12 agost 1976-12 setembre 1979
- Ciro Cirillo 12 setembre 1979-13 agost 1980
- Emilio De Feo 13 agost 1980-23 març 1983
- Antonio Fantini 23 març 1983-31 maig 1989
- Ferdinando Clemente di San Luca 31 maig 1989-14 abril 1993
- Giovanni Grasso 14 abril 1993-14 juny 1995
- Antonio Rastrelli 14 juny 1995-20 gener 1999
- Andrea Losco 20 gener 1999-11 maig 2000
- Antonio Bassolino 11 maig 2000-29 març 2010
- Stefano Caldoro 17 abril 2010-18 juny 2015
- Vincenzo De Luca 18 juny 2015 -

## Símbols
La seva bandera és blava (to mitjà) amb l'escut al mig (blanc amb diagonal vermella). Escut i gonfanó foren adoptats el 21 de juliol de 1971, i la llei fou publicada al Butlletí oficial de la regió tres dies després. La bandera no està regulada i deriva del gonfanó.